# タデ原

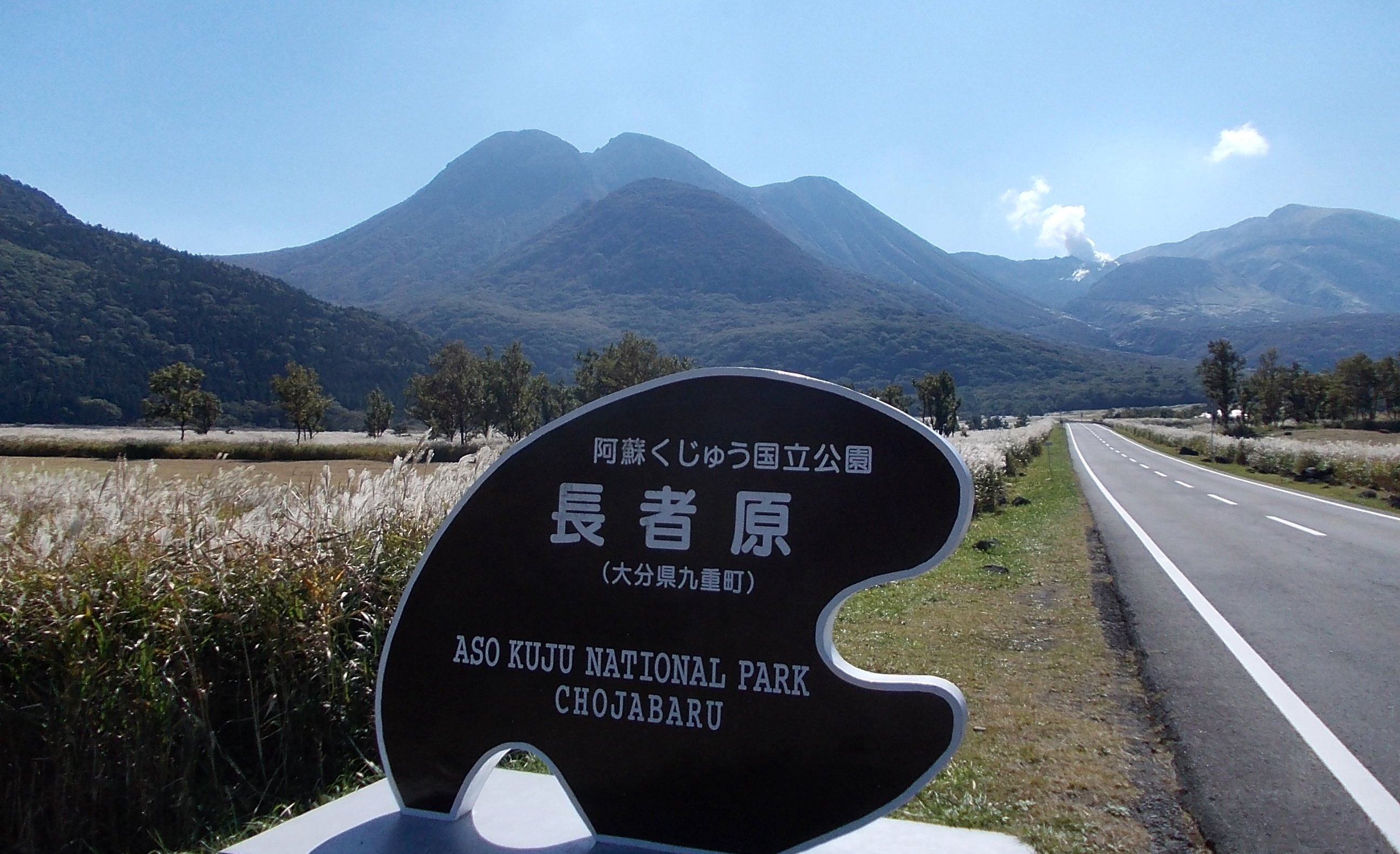
タデ原

タデ原（たでわら）は、大分県玖珠郡九重町の長者原にある湿原。阿蘇くじゅう国立公園に含まれる。一帯の地形は扇状地である。
坊ガツルとともに、中間湿原として国内最大級の面積を有する湿原であり、「くじゅう坊ガツル・タデ原湿原」としてラムサール条約の登録湿地となっている。

## タデ原湿原の概要
- 位置：北緯33度7分､東経131度14分
- 面積：38ha
- 標高：1,000～1,040m
- 湿地のタイプ：中間湿原
- ラムサール条約の登録年月日：2005年11月8日
- 所在地：大分県玖珠郡九重町